# Triàsic
| Període                                              | Època    | Estatge     | Edat (Ma)       |
| ---------------------------------------------------- | -------- | ----------- | --------------- |
| Juràssic                                             | Inferior | Hettangià   | més recent      |
| Triàsic                                              | Superior | Retià       | ~ 208,5         |
| Triàsic                                              | Superior | Norià       | ~ 227           |
| Triàsic                                              | Superior | Carnià      | ~ 237           |
| Triàsic                                              | Mitjà    | Ladinià     | ~ 242           |
| Triàsic                                              | Mitjà    | Anisià      | 247,2           |
| Triàsic                                              | Inferior | Oleniokià   | 251,2           |
| Triàsic                                              | Inferior | Indià       | 251,902 ± 0,024 |
| Permià                                               | Lopingià | Changxingià | més antic       |
| Subdivisió del sistema Triàsic segons IUGS, el 2019. |          |             |                 |

El Triàsic o Trias és el període geològic que començà fa 251,902 ± 0,024 milions d'anys i s'acabà fa 201,3 ± 0,2 milions d'anys. Es tracta del primer període de l'era del Mesozoic. El seu nom deriva de la paraula grega antiga τριάς (triàs), que significa 'tríada', en referència a una successió de tres estrats descrita per Friedrich August von Alberti al Trias germànic.
Se situa entre l'extinció del Permià-Triàsic, la major extinció massiva de la història de la Terra, que fou provocada per factors que no estan del tot clars i conduí a la desaparició d'un 81% de les espècies marines i un 70% dels vertebrats terrestres; i l'extinció del Triàsic-Juràssic, de causes igualment discutides, que contribuí de manera decisiva a l'auge dels dinosaures com a animals terrestres dominants.
Els sediments característics del Triàsic són gresos vermells i evaporites, cosa que suggereix que tenia un clima sec i càlid. No s'han trobat ni indicis de glaciació ni res que faci pensar que hi hagués masses terrestres o casquets de glaç a prop de qualsevol dels dos pols. El supercontinent de Pangea s'anà fragmentant durant el Triàsic, però encara no se separà del tot. Els primers sediments marins corresponents a la primera partició, que separà allò que avui en dia són Nova Jersey i el Marroc, daten del Triàsic superior. La costa relativament escassa del supercontinent fa que hi hagi pocs dipòsits marins del Triàsic a escala global, tot i que són prominents a l'Europa occidental, on s'estudià el Triàsic per primera vegada. A Nord-amèrica, per exemple, els dipòsits marins es limiten a alguns afloraments a l'oest. Per tant, l'estratigrafia del Triàsic es basa principalment en organismes propis de llacunes i ecosistemes hipersalins, com ara els crustacis del gènere Estheria.
Tant la vida marina com la continental experimentaren una radiació adaptativa després de l'extinció permiana. Els coralls hexacoral·laris sorgiren durant aquest període van aparèixer els primers vertebrats voladors, els pterosaures.

## Datació i subdivisions
El Triàsic es divideix normalment en Triàsic inferior, mitjà i superior, en ordre cronològic. Els estatges faunístics, del més recent al més antic, són:
Triàsic superior
- Retià
- Norià
- Carnià

Triàsic mitjà
- Ladinià
- Anisià

Triàsic Inferior
- Oleniokià
- Indià

## Paleogeografia
Durant el Triàsic, gairebé tota la massa terrestre de la Terra estava concentrada en Pangea, un supercontinent centrat més o menys a l'equador. Tenia forma de Pac-Man, amb la «boca» orientada a l'est, on hi havia el mar de Tetis, un enorme golf que s'estengué encara més a l'oest a mitjans del Triàsic. La resta del món era un oceà global conegut com a «Pantalassa». Han desaparegut gairebé tots els sediments d'oceà profund generats del Triàsic a causa de la subducció de les plaques oceàniques, motiu pel qual se sap molt poca cosa del mar obert del Triàsic.
El supercontinent Pangea va començar la seva dislocació durant aquest període, especialment al Triàsic Superior, però encara no s'havia separat. Lauràsia incloïa Amèrica del Nord, Europa i gran part de l'actual Àsia. Gondwana comprenia Àfrica, Aràbia, Índia, Austràlia, la Antàrtida i Sud-amèrica. Pangea es desplaçava molt lentament cap al nord en aquest període, i en aquest procés el supercontinent va començar a mostrar els primers signes del seu fraccionament, amb l'aparició de bretxes a la part oriental de l'Amèrica del Nord, a les zones central i occidental d'Europa i al nord-oest d'Àfrica. Els primers sediments fora del mar, en el rift que va marcar el trencament inicial de Pangea i que va separar Nova Jersey del Marroc, són del Triàsic tardà; als Estats Units, aquests sediments gruixuts comprenen el grup Newark. Els entorns terrestres estan particularment ben representats a Sud-àfrica, Rússia, Europa central i el sud-oest dels Estats Units. La bioestratigrafia del Triàsic terrestre es basa principalment en tetràpodes terrestres i d'aigua dolça, així com en concostracis ("Conchostraca"), un tipus de crustaci de reproducció ràpida que vivia en llacs i ambients hipersalins.
El nivell del mar va pujar lleugerament durant el Triàsic Inferior; tanmateix, el volum d'àrees emergides encara va ser molt alt. L'oceà Tetis, que formava un ampli golf, es va convertir en ruta d'invasió marina. Encara que les plantes terrestres dominants al Triàsic difereixen de les pèrmiques, les pautes de distribució sobre Pangea van romandre (flora del sud de Gondwana, flora Siberiana i flora Laurrusia de condicions més seques i càlides en latituds equatorials).
Com que un supercontinent té menys costa en comparació amb una sèrie de continents més petits, els dipòsits marins del Triàsic són relativament poc comuns a escala global. Una excepció important és Europa occidental, on es va estudiar per primera vegada el Triàsic. El marge nord-oriental de Gondwana era un marge passiu estable al llarg de l'oceà Neo-Tetis, i els sediments marins s'han conservat en parts del nord de l'Índia i la península Aràbiga. A l'Amèrica del Nord, els dipòsits marins es limiten a unes poques exposicions a l'oest.

## Clima
El clima del Triàsic fou generalment càlid i sec, formant gresos típics. Es tractava d'un clima continental estacional, amb forts monsons, de vegades es coneix com els megamonsons pangeans. Les regions polars eren humides i temperades.
El Triàsic pot haver estat majoritàriament un període sec, però hi ha proves que va estar marcat per diversos episodis d'augment de les pluges a les latituds tropicals i subtropicals del mar de Tetis i els seus voltants. Es coneixen sediments i fòssils que suggereixen un clima més humit des de l'anisi fins al ladini del domini tetisi, i del carnià i retic d'una àrea més gran que inclou també el domini boreal (per exemple, les illes Svalbard), el continent de l'Amèrica del Nord, el bloc de la Xina del Sud i Argentina.
El millor estudiat d'aquests episodis de clima humit, i probablement el més intens i estès, va ser l'Esdeveniment Pluvial Carnià. Un estudi del 2020 va trobar bombolles de diòxid de carboni a les roques basàltiques que es remunten al final del Triàsic, i va concloure que l'activitat volcànica va ajudar a desencadenar el canvi climàtic en aquest període.

## Fauna
Es poden distingir tres categories d'organismes del Triàsic: els supervivents de l'extinció permiana, grups nous que prosperaren breument i grups nous que arribaren a dominar el món mesozoic.
Els ecosistemes marins veieren l'aparició de nous grups de corall que formaven petites barreres de corall que empal·lideixen en comparació amb els grans sistemes coral·lífers del Devonià o l'actualitat. Els cefalòpodes, incloent-hi els ammonits, es restabliren i es diversificaren a partir d'un únic llinatge que sobrevisqué a l'extinció permiana. Els peixos eren notablement uniformes a conseqüència del fet que molt poques famílies havien sobreviscut a aquesta extinció. Hi havia molts tipus de rèptils marins, com ara els sauropterigis, que incloïen els paquipleurosaures i els notosaures (ambdós comuns durant el Triàsic mitjà, especialment a la regió del mar de Tetis), els placodonts, els primers plesiosaures, els talatosaures i els ictiosaures, animals de molt èxit que aparegueren als mars del Triàsic inferior, es diversificaren ràpidament i, en alguns casos, assoliren dimensions colossals durant el Triàsic superior.
A terra ferma, les plantes supervivents incloïen licopodiòfits, cicadòfits, ginkgòfits (representats avui en dia pel ginkgo) i glossopteridàcies. Les plantes amb llavors dominaven la terra. Les coníferes prosperaren a l'hemisferi nord hi prosperaren. El pteridospermatofití Glossopteris era l'arbre dominant a l'hemisferi sud durant el Triàsic inferior.
Els amfibis temnospòndils foren un dels grups que sobrevisqueren a l'extinció del Permià. Alguns d'ells (com ara els trematosaures) s'expandiren breument a principis del Triàsic, mentre que d'altres (com ara els capitosaures) tingueren èxit durant el període sencer o només prosperaren a finals del Triàsic (com ara els plagiosaures i metoposaures). Els primers lissamfibis aparegueren a principis del Triàsic, però no esdevingueren comuns fins al Juràssic, quan la resta de temnospòndils ja havien decaigut molt.
Els arcosauromorfs (especialment els arcosaures) anaren desplaçant els sinàpsids, que havien dominat el Permià. Malgrat que Cynognathus era un predador típic de la Gondwana del Triàsic inferior i que tant els dicinodonts kannemeyèrids i gomfodonts romangueren herbívors importants durant tot el període, els sinàpsids ja tenien un paper poc important a finals del Triàsic. A principis del Triàsic superior, un cinodont avançat evolucionà en el primer mamaliaforme. Al mateix temps, els ornitodirs, que fins aleshores havien sigut petits i insignificants, evolucionaren a pterosaures i diversos tipus de dinosaures. Els crurotarsis eren l'altre clade important d'arcosaures i arribaren a la seva màxima esplendor durant el Triàsic superior, amb grups com ara els fitosaures, els etosaures, diversos llinatges de rauisucs i els primers crocodilians (els esfenosucs). Mentrestant, els robustos rincosaures i els petits prolaceriformes foren grups basals d'arcosauromorfs que perduraren durant gairebé tot el Triàsic.
Entre els altres rèptils, les primeres tortugues, com ara Proganochelys i Proterochersis, aparegueren a mitjans del Triàsic superior. Els lepidosauromorfs (particularment els esfenodonts) apareixen per primera vegada en el registre fòssil una mica abans. Els procolofònids foren un grup important de petits herbívors amb forma de llangardaix.

## Jaciments
El jaciment de Monte San Giorgio, en l'actualitat a la regió de Llac de Lugano (Itàlia i Suïssa), fou en temps triàsics una llacuna situada darrere una barrera de corall amb un fons anòxic, de manera que no hi havia ni carronyers ni turbulències que evitessin la fossilització, una situació comparable a la de les calcàries de Solnhofen, més conegudes. Les restes de peixos, diversos rèptils marins (com el comú Neusticosaurus o l'estrany arcosauromorf de coll larg Tanystropheus) o de diverses formes terrestres com ara Ticinosuchus i Macrocnemus s'han trobat a aquest lloc. Tots els fòssils daten de fa uns 237 milions d'anys.

## Extinció del Triàsic-Juràssic
El període Triàsic acabà amb una extinció massiva que fou particularment severa als oceans; els conodonts desaparegueren, així com tots els rèptils marins menys els ictiosaures i els plesiosaures. Alguns invertebrats com els braquiòpodes, gastròpodes i mol·luscs foren greument afectats. Als oceans, el 22% de les famílies marines i al voltant de la meitat dels gèneres marins desaparegueren.
Tot i que aquesta extinció no fou igual de devastadora als diferents ecosistemes terrestres, van desaparèixer diversos clades importants de crurotarsis, així com els grans amfibis labirintodonts, uns quants grups de petits rèptils i alguns sinàpsids (excepte els protomamífers). Alguns dels primers i primitius dinosaures també s'extingiren, però alguns altres, més adaptables, van sobreviure per evolucionar durant el Juràssic. Les plantes que sobrevisqueren incloïen les coníferes i les cicadòfits.
No és del tot cert què va causar aquesta extinció, que estigué acompanyada per gegantesques erupcions volcàniques (fa 208-213 milions d'anys), l'esdeveniment volcànic més important des que el planeta es refredà i estabilitzà, quan el supercontinent de Pangea es comença a trencar. Altres possibles causes per aquesta extinció inclouen un refredament global o fins i tot l'impacte d'un bòlid, per al qual el cràter d'impacte de la Reserva Manicouagan (Quebec) es proposà com a candidat. Tanmateix, s'ha descobert que l'impacte d'aquest cràter tingué lloc fa uns 214 milions d'anys, mentre que la frontera Triàsic-Juràssic ha estat fixada a fa uns 202 milions d'anys. Les dues dates estan sent precisant amb mètodes de datació radiomètrica. Així que l'impacte de Manicouagan podria no haver estat la causa directa de l'extinció en massa per uns 12 milions d'anys.
El nombre exacte d'extincions està en disputa. Alguns estudis suggereixen almenys dos períodes d'extinció cap al final del Triàsic, separats per entre dotze i quinze milions d'anys. Però en contra d'això hi ha una recerca recent sobre la fauna nord-americana. Al bosc petrificat d'Arizona hi ha una seqüència de sediments terrestres carnians-norians. Una anàlisi el 2002 no va trobar cap canvi important al paleoambient. Els fitosaures, el fòssil que hi és més comú, només van canviar al nivell de gènere, i el nombre d'espècies continuà essent el mateix. Alguns etosaures i dinosaures primitius tampoc no canviaren. Tanmateix, els fitosaures i els etosaures són dos grups que foren completament aniquilats per l'extinció Triàsic-Juràssic.
Aquestes extincions dins el Triàsic i cap al seu final permeteren als dinosaures ocupar els molts nínxols que havien quedat buits. Els dinosaures es farien cada cop més dominants, abundants i diversos; i així foren durant els següents 150 milions d'anys.